# Hamar László
Hamar László (Veszprém, 1952. július 27. –) magyar nemzetközi labdarúgó-játékvezető, asszisztens. Egyéb foglalkozása igazgató, tevékenysége a szállodaipar.

## Pályafutása

### Nemzeti játékvezetés
A játékvezetői vizsgát 1979-ben tette le, Veszprém megyében különböző labdarúgó-bajnokságokban szerezte meg a szükséges tapasztalatokat. Országos, NB II-es, majd NB I-es játékvezető lett. 1984-ben debütált a legmagasabb osztályban. Rövid időre visszaminősítették az NB II-be, 1992-ben újra NB I-es minősítést kapott, majd 1993-ban búcsúzott az aktív játékvezetéstől, partbíró, asszisztens lett. Az MLSZ Játékvezető Testületének (JT) elnöksége 1993-ban, a FIFA körlevele alapján létrehozta a Nemzeti Bajnokság asszisztensi keretét, külön megjelölve a FIFA-keretbe tartozó asszisztenseket. Vezetett NB I-es mérkőzéseinek száma: 22.
| Időpont              | Helyszín                    | Mérkőzés típusa          | Mérkőzés                           | Eredmény |
| -------------------- | --------------------------- | ------------------------ | ---------------------------------- | -------- |
| 1984. szeptember 15. | Városi Stadion, Szombathely | első NB I-es mérkőzése   | Szombathelyi Haladás–Debreceni VSC | 1 : 0    |
| 1993. május 22.      | Városi Stadion, Pécs        | utolsó NB I-es mérkőzése | Pécsi Mecsek FC–BVSC               | 1 : 0    |

NB. I-es asszisztensi közreműkődések száma: 223, ellenőrzések száma 111

### Nemzetközi játékvezetés
A Magyar Labdarúgó-szövetség Játékvezető Bizottsága (JB) terjesztette fel nemzetközi játékvezetőnek, a Nemzetközi Labdarúgó-szövetség (FIFA) 1993-tól tartotta nyilván bírói keretében. Dr. Bozóky Imre asszisztenssel (későbbi MLSZ-elnök) Puhl Sándor állandó segítői voltak. Több UEFA-kupa, Bajnokcsapatok Ligája, nemzetközi válogatott- (Európa-bajnoki, világbajnoki) selejtező- és barátságos mérkőzésen tevékenykedett asszisztensként.

## Sportvezetőként
A Veszprém Megyei Labdarúgó-szövetség (VLSZ) elnöke, az MLSZ JB-elnökségi tagja, országos ellenőr. Az MLSZ Szakmai és Felnőttképzési Intézet Oktatási és Vizsgáztatási (Játékvezető) Albizottságának tagja. A Tálent-Mentor program kiemelt résztvevője.
2013. nyarán visszavonult a játékvezetéstől, és ellenőrzéstől.

## Szakmai sikerek
2012-ben, 60. születésnapja alkalmából Életmű-díjat kapott játékvezető társaitól.

## Magyar vonatkozás
A női mérkőzéseket a női játékvezetői keret felállításáig férfi bírók vezették.
| Időpont           | Helyszín                | Mérkőzés típusa             | Mérkőzés                                 | Eredmény | Nézők száma |
| ----------------- | ----------------------- | --------------------------- | ---------------------------------------- | -------- | ----------- |
| 1987. június 27.  | Városi Stadion, Ajka    | felkészülési (14. mérkőzés) | Magyarország–Ausztria                    | 5 – 1    | 1500        |
| 1987. november 7. | Városi Stadion, Tapolca | felkészülési (19. mérkőzés) | Magyar női labdarúgó-válogatott–Bulgária | 4 – 0    | 1000        |